# Kathrin von Steinburg
Kathrin von Steinburg (n. 15 iunie 1977) este o actriță germană. Ea a devenit cunoscută prin filmele Der ganze grosse Traum, (regie: Sebastian Grobler), Adel Dich, Franzi (regie: Tim Trageser), Die Jungen (regie: Jorg Luedorff) și Vita und Stammdaten.

## Filmografie
- Charming Arnie (2011) (TV)
- Adel Dich (2011) (TV)
- Der ganz große Traum (2011) .... Klara Bornstedt
- "Der Bergdoktor" .... Angelika Bachmann (1 episod, 2010) 
  - Durch eisige Höhen (2010) TV serial.... Angelika Bachmann
- Crashpoint - 90 Minuten bis zum Absturz (2009) (TV)
- Keine Ahnung ist tot! (2009) .... Katja
- Genug ist nicht genug (2009) (TV) .... Bärbel
- "Franzi" .... Sandra (7 episoade, 2009)  ** Giovanna (2009) TV serial....
- Sandra 
  - Las Vegas (2009) TV serial.... Sandra
  - Bissl Abstand, bissl Nähe (2009) TV serial.... Sandra ** *Kurz vorbeigschaut (2009) TV serial.... Sandra
  - Eine italienische Nacht (2009) TV serial.... Sandra       (2 episoade)
- "SOKO 5113" .... Marianne Strasser / ... (2 episoade, 2008-2009) 
  - Das letzte Abendmahl (2009) TV serial.... Marianne Strasser ** Das Urteil (2008) TV serial.... Sabine Fichtner
- "Die Rosenheim-Cops" .... Monika Landau (1 episod, 2008)  ** *Eine tödliche Partie (2008) TV serial.... Monika Landau
- "Die Patin - Kein Weg zurück" .... cameristă (1 episod, 2008) 
  - Teil 3 (2008) TV serial.... cameristă
- "Unter Verdacht" .... Sabine Dietz (1 episod, 2008)  
  - Die falsche Frau (2008) TV serial.... Sabine Dietz

Lilys Geheimnis (2008) (TV) .... Saskia
- "Meine liebe Familie" .... Ina Herzog (2 episoade, 2008)  
  - Zeit für Veränderung (2008) TV serial.... Ina Herzog ** Der Erbe (2008) TV serial.... Ina Herzog
- Liesl Karlstadt und Karl Valentin (2008) (TV) .... Amalie, de la 30 ani
- "Kommissar Stolberg" .... Simone Engisch (1 episod, 2008)  ... Auch bekannt als: "Stolberg" - Germania (titlu original)  ** Toter Engel (2008) TV serial.... Simone Engisch
- Beste Gegend (2008) .... soră medicală Silvia

Shoppen (2006) .... Miriam
- "Tatort" .... Charlie Peetz (1 episod, 2006)  
  - Außer Gefecht (2006) TV serial.... Charlie Peetz
- Allerseelen (2003) .... Hanna